# Chalumeau (peintre)
Pour les articles homonymes, voir Pelez et Chalumeau.
Chalumeau, pseudonyme de Jean Louis Raymond Pelez de Cordova d'Aguilar, né à Paris le 29 juin 1838 et mort dans la même ville le 29 août 1894, est un peintre et dessinateur français.

## Biographie
Son père, Raymond Pelez (1815-1874), est un peintre et illustrateur espagnol et son oncle, Fernand Pelez de Cordova (1820-1899), est un peintre naturaliste. Son frère cadet, Fernand Pelez (1848-1913), est également peintre. 
Il expose au Salon des artistes français en 1870, 1873 et 1879.
D'après Libération, il collabore en 1884 au journal Le Pavé de Paris comme caricaturiste.
Il meurt à Paris le 30 août 1894.

## Œuvres
- Sous le cèdre du jardin des plantes, 1879, localisation inconnue[5].